# Liste der Monuments historiques in Noisy-sur-Oise
Die Liste der Monuments historiques in Noisy-sur-Oise führt die Monuments historiques in der französischen Gemeinde Noisy-sur-Oise auf.

## Liste der Bauwerke
| Bezeichnung                 | Beschreibung              | Standort | Kennzeichnung | Schutzstatus | Datum | Bild           |
| --------------------------- | ------------------------- | -------- | ------------- | ------------ | ----- | -------------- |
| Kirche St-Germain-d’Auxerre | Erbaut im 15. Jahrhundert | (Lage)   | PA00080145    | Inscrit      | 1969  | weitere Bilder |

## Liste der Objekte
| Bezeichnung                                                                                                 | Beschreibung    | Standort                        | Kennzeichnung | Schutzstatus | Datum | Bild |
| --- | --------------- | ------------------------------- | ------------- | ------------ | ----- | ---- |
| Gemälde im Retabel des Hauptaltars: Ein Bischof segnet eine junge Frau, die von ihren Eltern begleitet wird | 18. Jahrhundert | in der Kirche St-Germain (Lage) | PM95001257    | Inscrit      | 2003  |      |